# ۲٬۶-دی‌کلروبنزونیتریل
۲٬۶-دی‌کلروبنزونیتریل (به انگلیسی: 2,6-Dichlorobenzonitrile) با فرمول شیمیایی C۷H۳Cl۲N یک ترکیب شیمیایی با شناسه پاب‌کم ۳۰۳۱ است؛ که جرم مولی آن ۱۷۲٫۰۱ g/mol می‌باشد. شکل ظاهری این ترکیب، پودر بلورین سفید است.